# 遂安石
遂安石（スアンせき、Suanite）は、1953年に発表された新鉱物で、東京大学の鉱床学者、渡辺武男により、朝鮮半島の笏洞（Hol Kol）鉱山から発見された。化学組成はMg2B2O5。単斜晶系。渡辺が卒業論文研究以来、調査を進めてきた笏洞金・銅スカルン鉱床の周囲に発達する小藤石苦灰岩中に、白色の針状結晶として産出した。鉱物名は、発見地の笏洞鉱山が黄海北道遂安郡に位置することに由来する。